# Contea di Sedgwick (Colorado)
La contea di Sedgwick in inglese Sedgwick County è una contea dello Stato del Colorado, negli Stati Uniti. La popolazione al censimento del 2000 era di 2 747 abitanti. Il capoluogo di contea è Julesburg.

## Città e comuni
- Julesburg
- Ovid
- Sedgwick